# Baraya (kommun)
Baraya är en kommun i Colombia.   Den ligger i departementet Huila, i den centrala delen av landet, 190 km sydväst om huvudstaden Bogotá. Antalet invånare är 9 179.